# Conway Island
Conway Island ist eine kleine Insel vor der Graham-Küste des Grahamlands auf der Antarktischen Halbinsel. Sie liegt westlich des Lens Peak in der Einfahrt zur Crates Bay, einer Nebenbucht der Holtedahl Bay.
Luftaufnahmen der Hunting Aerosurveys Ltd. aus den Jahren von 1956 bis 1957 dienten dem Falkland Islands Dependencies Survey für eine Kartierung. Das UK Antarctic Place-Names Committee benannte die Insel im Jahr 1959 nach dem britischen Bergsteiger William Martin Conway (1856–1937), der 1896 als Erster die Insel Spitzbergen auf Skiern durchquerte.